# Schizachyrium occultum
Schizachyrium occultum är en gräsart som beskrevs av Stanley Thatcher Blake. Schizachyrium occultum ingår i släktet Schizachyrium och familjen gräs. Inga underarter finns listade i Catalogue of Life.